# Tipo ideal
El tipo ideal (en alemán: Idealtypus) es un instrumento conceptual, creado por Max Weber, usado en sociología para aprender los rasgos esenciales de ciertos fenómenos sociales. Ejemplos de tipo ideal son: autoridad, poder, feudalismo o ética protestante.

Un tipo ideal está formado por la acentuación unidimensional de uno o  más puntos de vista y por la cantidad de síntesis de fenómenos concretos difusos […] los cuales se colocan según estos puntos de vista enfatizados de manera unilateral en una construcción analítica unificada […] dicha construcción mental […] puramente conceptual, no puede ser encontrada empíricamente en la realidad.
Max Weber

Weber se orienta en la teoría del conocimiento neokantiana: considerando la realidad como una realidad infinita, la tarea del conocimiento sería ordenarla. El concepto de tipo ideal sería, pues, un instrumento para unificar partes de esa realidad, elegidas de manera contingente, con base en el interés particular del investigador, que establece sobre una valoración subjetiva del aspecto determinado, y ordenándolas mediante la selección de lo que desde tal perspectiva se considere esencial para los fines de la investigación; sin que por ello, no obstante, los mismos rasgos sean en sí esenciales, porque para otro punto de vista pudieran ser irrelevantes. Así pues, el contenido del tipo ideal depende, como no podía ser de otro modo en la metodología weberiana, de cómo se posicione, de qué posición vital, qué cosmovisión, qué cultura, qué ideas guarde el sujeto frente al fenómeno.
Es importante resaltar que, en un mundo real, es difícil encontrar un tipo ideal puro. Esto no supone un problema, ya que el valor principal del concepto es su capacidad heurística, es decir: su capacidad de generar nuevas ideas.

## Clasificación de tipos ideales
Weber clasifica las distintas variedades de tipo ideal que observa en la sociedad humana:
- Tipo ideal histórico: sería el encontrado en una época histórica dada; por ejemplo: el capitalismo moderno.
- Tipo ideal de la sociología general: estaría presente en todas las sociedades; por ejemplo: la burocracia.
- Tipo ideal de acción: basado en las actuaciones de un actor determinado, como la acción de la influencia.
- Tipo ideal estructural: que resulta de las consecuencias de la acción social; por ejemplo: la dominación tradicional.